# Maigret et le Clochard
Maigret et le Clochard est un roman policier de Georges Simenon publié en 1963. Il fait partie de la série des Maigret.
L'écriture de ce roman s'est déroulée du 26 avril au 2 mai 1962. Il est daté de Noland, pays imaginaire ; en réalité écrit dans le château d'Échandens (canton de Vaud), Suisse.

## Résumé
À Paris, une nuit de mars, deux bateliers retirent de la Seine, quai des Célestins « en avant du pont Marie », un clochard grièvement blessé. L'un d'eux, le jeune Jef Van Houtte, affirme avoir noté la présence d'une Peugeot 403 rouge sur le quai, peu de temps avant le drame. Maigret retrouve les occupants de la voiture, mais ceux-ci parviennent à prouver leur innocence sans difficulté.
L'identification du clochard ne va pas sans surprises : il s'agit d'un ancien médecin du nom de François Keller qui, n'ayant pu concilier son idéalisme avec la mentalité bourgeoise de sa femme et de son milieu, a rompu tout lien avec la société et est parti faire de la médecine humanitaire au Gabon – « en pleine brousse où il soignait les nègres ... » – durant plusieurs années avant que l'on retrouve sa trace à Paris dans le monde marginal de la « cloche », peut-être expulsé du Gabon, suggère sa femme à Maigret, mais on n'en saura pas plus.
D'autres clochards fournissent à Maigret des indications intéressantes, qui lui permettent de reconstituer l'existence peu banale sous les ponts de la Seine de François Keller, surnommé "le Toubib" par ses compagnons d'infortune. En définitive, les soupçons de Maigret se portent sur Jef Van Houtte. Il  peut alors retrouver les mobiles de cet assassinat manqué. Pour pouvoir épouser la fille de son patron, Anneke, et obtenir sa péniche, Van Houtte a commis un crime ; il a tué son patron ivre en le poussant dans la Seine, sous le pont de Bercy ; François Keller, le clochard était à proximité et a vu son geste, mais s'est tu. C'est effrayé par l'existence de ce témoin embarrassant qu'il retrouve par hasard deux ans plus tard, que Jef Van Houtte a essayé de le supprimer à son tour en l'assommant et en le jetant à la Seine. Cependant, la présence d'un autre batelier sur les lieux du drame l'a obligé à porter secours à sa propre victime.
De nouveau, ayant recouvré ses esprits, l'ex-médecin devenu clochard refuse de témoigner contre Jef Van Houtte, car il se refuse à juger le comportement d'autrui, d'autant plus que Van Houtte est un jeune papa qui a un bébé. Faute de preuves, et quoiqu'il ait la certitude de sa culpabilité, Maigret doit donc relâcher le batelier.

## Aspects particuliers du roman
Le refus de dénoncer un coupable et de juger autrui confère à la personnalité énigmatique du médecin, devenu clochard, une grandeur d'âme que Maigret ne peut s’empêcher de reconnaître.

## Fiche signalétique de l'ouvrage

### Cadre spatio-temporel

#### Espace
Paris (quai des Célestins, quai d'Orléans, Hôtel-Dieu). Le cours de la Seine de Juziers à Mantes-la-Jolie. Mme Maigret a une conversation téléphonique avec sa sœur à Mulhouse, ville où habitait et exerçait autrefois le médecin devenu clochard et sa femme.

#### Temps
Époque contemporaine ; l’enquête se déroule du 25 au 27 mars.

### Les personnages

#### Personnage principal
François Keller. Ancien médecin, ayant quitté sa femme et sa fille depuis 22 ans pour aller faire de la médecine humanitaire au Gabon puis retrouvé clochard (officiellement : chiffonnier) sous les ponts de Paris. 63 ans.

#### Autres personnages
- Joseph (dit Jef) Van Houtte, batelier belge (Flamand), propriétaire de la péniche « Zwarte-Zwaan », jeune marié, père d’un bébé.
- Anna (dite Anneke) Van Houtte, née Willems, jeune épouse de Jef.
- Hubert Van Houtte, frère de Jef, le seconde sur la péniche, 22 ans.
- Mme Keller, épouse très bourgeoise du « clochard », habite Ile Saint-Louis, 55 ans.
- Jacqueline Rousselet, née Keller, fille du « clochard », 35 ans.

## Éditions
- Édition originale : Presses de la Cité, 1963
- Livre de Poche, no 14228, 2000  (ISBN 978-2-253-14228-7)
- Tout Simenon, tome 11, Omnibus, 2003  (ISBN 978-2-258-06052-4)
- Tout Maigret, tome 8, Omnibus, 2019  (ISBN 978-2-258-15049-2)

## Adaptations
- Maigret et le Clochard, téléfilm français de Louis Grospierre, avec Jean Richard dans le rôle-titre. Première diffusion : Antenne 2, le 10 novembre 1982.
- Maigret et le Clochard, téléfilm français de Laurent Heynemann, avec Bruno Cremer dans le rôle-titre, diffusé en 2004.
- Maigret et le Clochard, adaptation radiophonique (1re diffusion : 30/10/1982), Adaptation Eulalie Steen et Jean Jacques Steen - avec  Jean-Marc Thibault (Maigret), Réalisation Jean-Wilfrid Garrett https://www.franceculture.fr/emissions/les-nuits-de-france-culture/maigret-et-le-clochard-1ere-diffusion-30101982-0

## Source
- Maurice Piron, Michel Lemoine, L'Univers de Simenon, guide des romans et nouvelles (1931-1972) de Georges Simenon, Presses de la Cité, 1983, p. 374-375  (ISBN 978-2-258-01152-6)